# Ерес
Ѐрес (на гръцки: hairesis/αιρησις: избор) е термин, с който Християнската църква характеризира религиозните учения, отклоняващи се от официалната догма.
В историческото си значение думата haieresis (от старогръцки) се е употребявала, за да означи характерно философско течение, като аристотелизма или платонизма, и е съответствало до голяма степен на раннохристиянската представа за секта, лишена от съвременните отрицателни конотации, тежащи на тази дефиниция. В този смисъл я употребява и Йосиф Флавий.
Много ереси, водещи началото си от специфични разногласия относно общоприетата в дадения исторически момент официална доктрина, водена нерядко от съответни политически и материални интереси, са прераствали в обществени движения, опълчващи се срещу църковната и държавническа власт и социалните им структури. В тези случаи еретиците са били подлагани на безпощадно преследване под претекста на запазване единството на Църквата и предотвратяване на поредната схизма.
За борба с ересите са били свиквани много църковни събори, на които те са осъждани, а през XIII век Римокатолическата църква създава Инквизицията.
В Европа през XII – XV век най-широко разпространени са т.нар. дуалистични ереси като българското богомилство. Те се раждат на изток и проникват във Византия. От там се разпространяват в България и Европа. Богомилството е най-известната ерес в средновековна България. За създател на учението се сочи българският поп Богомил. За борба с неговите привърженици и последователи царете и Църквата свикват антиеретически събори. На тях еретиците получават тежки наказания. Въпреки това от България богомилството се разпространява първо в Западните Балкани, а след това и в Северна Италия и Южна Франция.